# Битва під Браїловим
Би́тва під Браї́ловим сталася 19 грудня 1666 року, під час польсько-козацько-татарської війни 1666—1671.

## Історичне підґрунтя
Улітку 1666 року почалися переговори між Московським царством і Річчю Посполитою в Андрусові про укладення перемир'я, при тому королівський уряд почав схилятися до думки про доцільність розподілу козацької України по Дніпру. Король Ян Казимир після завершення збройного конфлікту з Єжи Себастьяном Любомирським 13 серпня 1666 року видав коронному війську універсал вирушити на постій в Україну.
Тим часом у вересні 1666 року на допомогу гетьману Правобережної України Дорошенкові прибуло близько 20-30 тисяч татар під проводом нуреддин-султана Девлет-Гірея, котрі, прагнучи здобичі, наполягали на поході на Лівобережжя. 21 вересня 1666 гетьман Дорошенко скаржився коронному маршалку, польному гетьману Яну Собеському: «Не маючи [власної] сили, я так мушу танцювати, як мені заграють». У жовтні він змушений був послати татар на Лівобережжя, де вони займалися переважно грабунком населення та захопленням його в ясир. У листопаді частина татар повернулася до Криму.
Петро Дорошенко скликав старшинську раду, яка схвалила запропоновану ним програму — вигнати усіх ляхів з України до Польщі і, заручившись підтримкою хана Адиль-Гірея, під гетьманською булавою об'єднати Лівобережжя та Правобережжя. Тоді ж новий гетьман розпочав переговори з Портою, йдучи слідами нереалізованих намірів Богдана Хмельницького.

## Початок війни

Східна Європа в 1648—1682

У листопаді 1666 року стали прибувати перші польські корогви з теренів Польщі, які розташовувалися в подільських містах між Південним Бугом і Дністром. Призначений головнокомандувачем полковник Себастіан Маховський, зупинившись у Брацлаві, розіслав у різні поселення уповноважених для складання списків будинків, де мали проживати жовніри. Цей захід викликав обурення у міщан, які пов'язали уповноважених. Мешканці Ставища, котрі розпочали відроджувати місто категорично відмовилися впускати жовнірів. «Вже досить наробили нам лиха поляки, — заявили вони С.Маховському, — якщо вони тепер хочуть знову ж це саме вчинити, ми будемо захищатися до останнього: що залишилося з давніх пожеж, допалимо до решти, а самі з жінками і дітьми кинемося у вогнище».
Петро Дорошенко вирішив не допустити розташування на теренах козацької України польських підрозділів. З другої половини листопада 1666 року козаки й татари стали витісняти з Брацлавщини ворожі корогви. За визнанням Я.Дробиша Тушинського, «нас поволі виперли з України».
О цій порі на терени подільського воєводства вступили основні сили коронного війська. Відомості про немилосердні утиски жовнірів породили паніку серед селян і міщан. 8 грудня 1666 року з Кам'янця писали: «До нас, до міста, як від ворога, звідусіль звозяться хлопи… Ото, з-за такого нікчемного жовніра, хлопи, мимо своєї волі, мусять бунтувати. О, Боже! Щоб і нам чого поганого не дісталося в Кам'янці». Через день анонімний автор повідомляв з міста, що перед польським військом, «як перед ворогом, хлопи утікають до Волоської землі. Хоча і там їм зле і тяжко дуже для них, а все ж воліють [дістатися туди], а ніж потрапити під насильство наших». Об'єднавшись у другій декаді грудня з ними, Себастіан Маховський, маючи 6 тисяч жовнірів (згідно із Смолієм та Степанковим, 10 тисяч разом зі слугами), подався до Браїлова, щоб увійти на Київщину через північні райони Брацлавщини й «провчити» правобережного гетьмана (за словами останнього, йшли «з погрозами на моє життя»).

## Битва
Петро Дорошенко розсудив не очікувати противника, а завдати удару по ньому на марші. Маючи в розпорядженні 20 тисяч (8-10 тисяч за Смолієм та Степанковим) козаків і 15-20 тис. татар, у ніч з 18 на 19 грудня за 10-11 км від Браїлова «у порожньому містечку» він атакував поляків, які просувалися під захистом табору. Відчувши силу нападників, Себастіан Маховський, залишивши для затримання наступу противника потужний ар'єргард (під захистом табору), став готувати кінноту для битви під містом. Він розташував її в долині за 3,5 км від Браїлова на льоду (мабуть, р. Рів). Під ранок 19 грудня сюди відступив ар'єргард. Зустрівши спочатку татар і українців вогнем, Себастіан Маховський розпочав контратаку, намагаючись збити татарську кінноту, але, за даними В.Коховського, «наскочив на самого Дорошенка».
Якщо це повідомлення відповідає дійсності, то стає зрозумілим, яким чином козакам і татарам вдалося перемогти якісно набагато сильнішу польську кінноту. Контратака Маховського була націлена на татарську кінноту. Татари чи то згідно з наперед узгодженим планом бою, чи спонтанно, вивели атакуючих поляків під вогонь козацького табору. Лави польської кінноти змішалися, її атака втратила імпульс, і цим замішанням швидко скористалися татари, що числом кількаразово переважали супротивника.
В жорстокому бою, що тривав дві години, було знищено 17 корогов (у тому числі чотири корогви польських татар під проводом Мустафи Косинського, Самуїла Сулеймановича, Давида Романовського і Улана Засульського), решта вдалася до втечі. Розпочався погром війська. Більшість вояків полягла чи потрапила до полону (серед останніх виявився і Себастіан Маховський). Татари й козаки гнали втікачів аж до Летичева (понад 60 км). Повернувшись до Чигирина, гетьман розпочав облогу польської залоги замку, а в лютому 1667 р. — Білої Церкви.
Польські історики стверджують, що марш Себастіана Маховського на Ладижин був спробою дивізії, що стояла на зимових квартирах, вийти із оточуючих його багаторазовао переважаючих сил козаків і татар.

## Наслідки битви
Після здобутої перемоги татари й окремі підрозділи козаків вирушили на терени Полісся (Житомирщина), Подільського, Волинського й Руського воєводств, де знайшли підтримку з боку місцевих повстанців — опришків (левенців) і дейнеків. Татарські чамбули проникли до Овруча, Дубна й за Львів, несучи руйнування українським поселенням (були спалені Плоскіров, Зборів, Глиняни та інші міста), смерть і неволю їхнім жителям (за надзвичайно перебільшеними даними, в ясир потрапило 106 тис. осіб). Так повторювалася велика трагедія західноукраїнських земель кінця 40-х -першої половини 50-х рр., коли вони, опинившись за межами Української держави, розглядалися Кримською верхівкою як складова Польщі.
Погром війська Маховського означав тепер для виснаженої Польщі те саме, що погром під Жовтими Водами й Корсунем 20 років тому. Це прискорило укладання нею договору в Андрусові (13 січня 1667 р.). На основі цього договору встановлялося перемир'я з Москвою на 13 років; лівобережна Україна залишалася під Москвою, правобережна під Польщею; Київ залишався в московських руках тільки на два роки; Запорожжя мало зоставатися під спільною зверхністю Польщі й Москви. Андрусівський трактат зустріли однаково неприхильне як Дорошенко, так і турки й татари: для першого він дуже утруднював його програму злуки обох частин України, а для Туреччини й Криму виникала небезпека спільного супроти них фронту Польщі й Москви, а на лівобережній Україні звістка про Андрусівську угоду викликала справжню паніку.
Але зречення московського уряду претензій до правобережної України розв'язувало Дорошенкові руки в одному відношенні: щодо боротьби проти Польщі в союзі з Кримом і Туреччиною.

## Додаток
Літопис Грабянки:

З тією ж таки ордою Дорошенко виступив і проти Моховського, що став в Україні на зиму на постій і сильно збиткувався над людом. Дорошенко переміг його під Браїловом, самого взяв у полон і майже усіх його воїнів віддав у ясир татарам. Задля цього козаки відреклися від короля.

Літопис Самовидця:

Того ж часу тая ж орда напала на Маховского, бо Маховскій посланній бил з войском на становиско на Україну, которій пришовши под Івангород, которого не хотіли пустити под Івангород, оній достал и испустошил, людей вистинал, о чом знати дано Дорошенкові гетманові.
И так Дорошенко з тоею ордою и козаками напал на Маховского и его войско в Браїлові, которій был рушил до бору, и там тое войско розбили и самого Маховского реїментара поймали, и жолнірства много в неволю взято, с которого войска мало хто заледво увойшол. И от того часу знову сталося розервання козаком от короля.

Літопис Величка:

Гетьман Дорошенко, одержавши певну звістку про такий некорисний для всіх козаків Андрусівський торг, жалобливо доніс про те Діенлету Кереїну, тодішньому кримському ханові. Потім, коли завітала сподівана весна до вдячних очей і сердець людських і прикрасила землю квітами, то й Марс, спраглий на людську кров, не зволив лишатись у мирному домі, але запалив серце короля ЯнаКазимира виправити коронні війська на крайнє розорення тогобічної України і щоб прихилити до себе нейтраліста Дорошенка з козаками. Король Казимир був тоді певний через Андрусівські договори миру з росіянами і зараз навесні безпечно виправив коронні війська зі значним рейментарем Маховським на Україну, дозволивши їм плюндрувати Україну вогнем та мечем і отак прихиляти її до Корони Польської. Маховський тоді, прибувши на Україну, кілька місяців, не маючи відсічі від Дорошенка, плюндрував її біля Браславля та по різних інших місцях. Дорошенко ж сам з козаками не посмів вийти супроти Маховського, лишався тільки в поготовності, а послав до хана, просячи на поміч орду. Також і Маховський, наблизившись до Чигрина, не посмів більше наступати. Коли ж прибув із Криму до Чигрина від хана один Нурадин-солтан з татарами, то й Дорошенко відразу ж стягнув докупи козацьке військо, що було в поготовності, і, рушивши разом із солтаном на Маховського, прибув до Кальника. Провідавши про те, Маховський позадкував з України і став обозом біля Немирова, коло села Печер. Дорошенко ж, не рушаючи сам з Кальника за Маховським, виправив від себе з козаками й ордою уманського полковника Білогруда.
Білогруд тоді, прибувши до Печер і завівши бій з Маховським, розгромив його при всесильній божій помочі так, що той, покинувши свій обоз з усіма користями й тяжарами, налегці рушив до міста Браїлова, що біля Бара й Межибожа. Але й там не збувся, бо Білогруд, приспівши з козаками й ордою слідцем за ним, Маховським, до Браїлова, осадив Браїлів ордою, а сам з козаками пішов на Браїлів штурмом, в який вломився без великого утруднення й шкоди і почав громити ляхів. Тоді Маховський, зневірившись, що лишиться живий, вихопився з Браїлова з трьома лишень найнадійнішими хоругвами, сподіваючись пробитися з ними через орду і вислизнути до Польщі, але і в тому одурила його надія, оскільки ординська сила оточила його з хоругвами і одних поляків вибила, а інших, разом з Маховським, забрала в неволю, звідкіля він потім викупився за немалу ціну. Отож не без причини пролилися на Маховського сльози православних українських людей, бо через те, що поводився немилосердно з тими бідними людьми, і сам за божим правосуддям підпав із військом під знищення й повну поразку.